# Добровольск (Омская область)
Доброво́льск — село в Русско-Полянском районе Омской области России. Административный центр Добровольского сельского поселения.

## География
Село находится юго-восточной части Омской области, в степной зоне, в пределах Ишимской равнины, вблизи государственной границы с Казахстаном, на расстоянии примерно 26 км (по прямой) к юго-востоку от посёлка городского типа Русская Поляна, административного центра района. Абсолютная высота — 126 м над уровнем моря.

### Часовой пояс
Село Добровольск, как и вся Омская область, находится в часовой зоне МСК+3. Смещение применяемого времени относительно UTC составляет +6:00.

## Население
| 2010 |
| ---- |
| 947  |

### Половой состав
По данным Всероссийской переписи населения 2010 года, в гендерной структуре населения мужчины составляли 47,4 %, женщины — соответственно 52,6 %.

### Национальный состав
Согласно результатам переписи 2002 года, в национальной структуре населения русские составляли 65 % из 1350 чел.

## Улицы
| - ул. Гагарина, - ул. Зелёная, - ул. Кирова, - ул. Комсомольская, | - ул. Ленина, - ул. Лесхозная, - ул. Молодёжная, - ул. Новая, | - ул. Октябрьская, - ул. Победы, - ул. Рабочая, - ул. Садовая, | - ул. Советская, - ул. Степная, - ул. Целинная, - ул. Школьная. |